# شاواتس
شاواتس (صربی: Šavac}} یک منطقهٔ مسکونی در صربستان است که در Pomoravlje District واقع شده‌است.
 شاواتس  ۵۳۳ نفر جمعیت دارد.